# Tarō Kagawa
Tarō Kagawa (賀川 太郎, Kagawa Tarō, né le 9 août 1922 dans la préfecture de Hyōgo au Japon) est un footballeur japonais.